# آکیو توگاشی
آکیو توگاشی (انگلیسی: M.c.A.T؛ زادهٔ ۱۵ مهٔ ۱۹۶۱) موسیقی‌دان اهل ژاپن است.